# فنسنت كرين
فنسنت كرين (بالإنجليزية: Vincent Crane)‏ هو ملحن وكاتب أغاني وعازف بيانو بريطاني، ولد في 21 مايو 1943 في ريدنغ في المملكة المتحدة، وتوفي في 14 فبراير 1989 في وستمنستر في المملكة المتحدة.

## وصلات خارجية
- فنسنت كرين على موقع IMDb (الإنجليزية)
- فنسنت كرين على موقع ميوزك برينز (الإنجليزية)
- فنسنت كرين على موقع إن إن دي بي (الإنجليزية)
- فنسنت كرين على موقع أول ميوزيك (الإنجليزية)
- فنسنت كرين على موقع ديسكوغز (الإنجليزية)